# Aavatsmarkbreen
Aavatsmarkbreen – lodowiec na Ziemi Oskara II, na Spitsbergenie, w archipelagu Svalbard należącym do Norwegii. Został nazwany na cześć działacza politycznego i oficera wojskowego Ivara Aavatsmarka. Lodowiec uchodzi do Forlandsundet w zatoce Hornbækbukta. Po południowej stronie lodowca, między Aavatsmarkbreen i Kaffiøyra, znajduje się pasmo górskie Prins Heinrichfjella.